# Nigel De Brulier

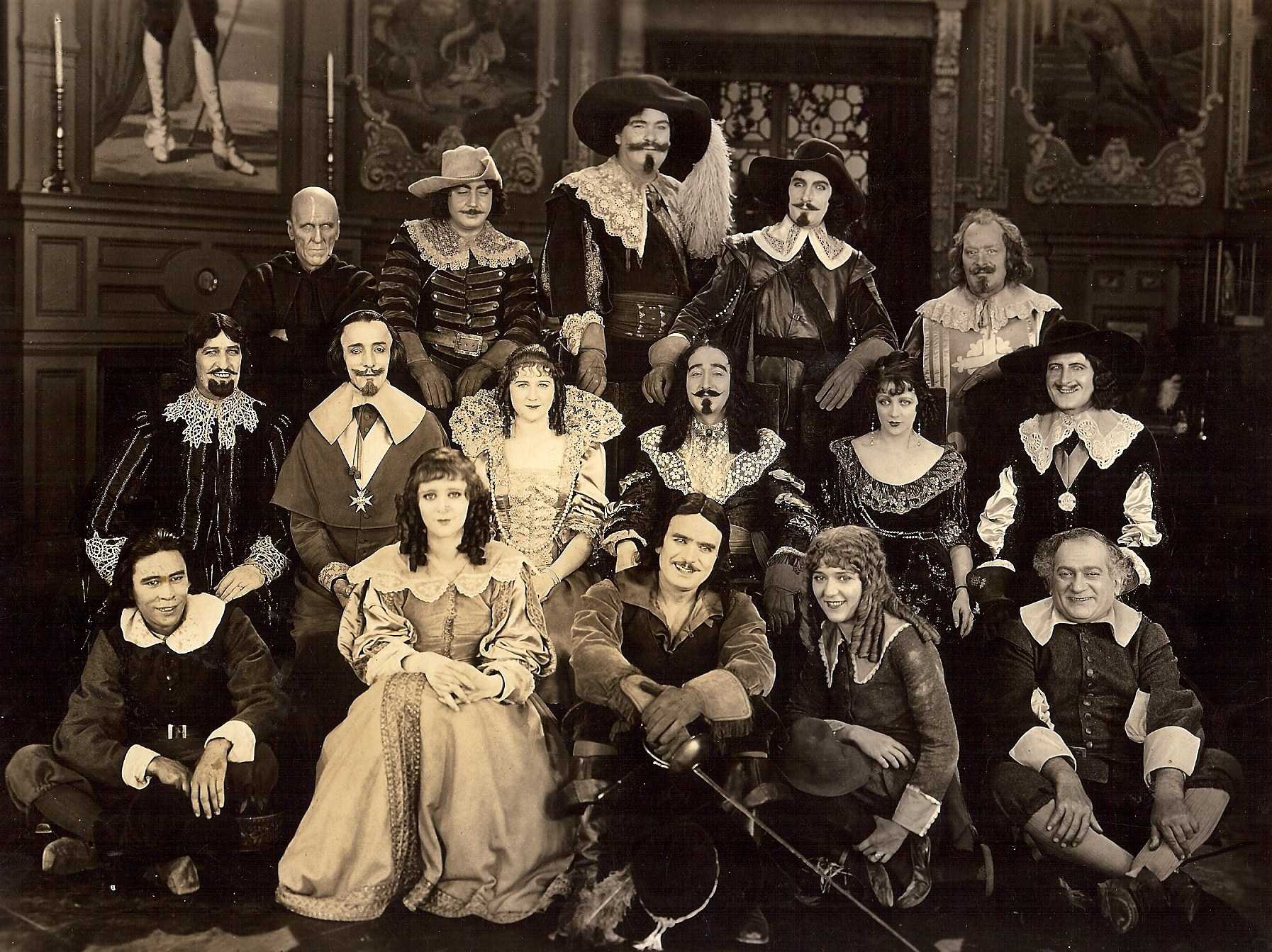
Reparto de The Three Musketeers (1921), de izq. a der.:
- Abajo: Charles Stevens, Marguerite De La Motte, Douglas Fairbanks, Mary Pickford y Sidney Franklin.
- Centro: Boyd Irwin, Nigel De Brulier, Mary MacLaren, Adolphe Menjou, Barbara La Marr y Thomas Holding.
- Arriba: Lon Poff, Eugene Pallette, George Siegmann, Léon Bary y Willis Robards

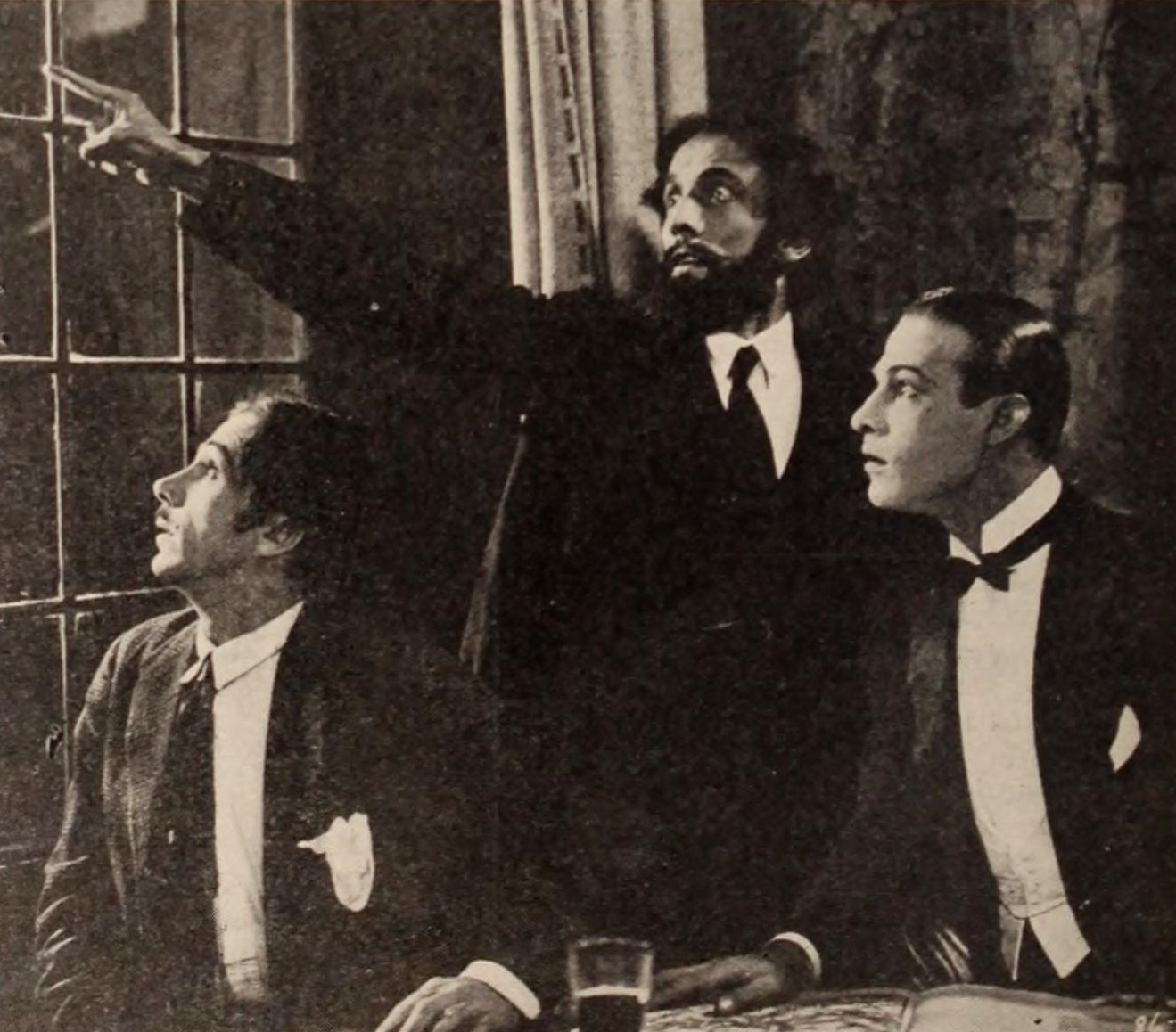
Bowditch M. Turner, Nigel De Brulier y Rodolfo Valentino en Los cuatro jinetes del Apocalipsis (1921)

Nigel De Brulier (8 de julio de 1877 – 30 de enero de 1948) fue un actor cinematográfica de nacionalidad británica, cuya carrera transcurrió en gran parte en la época del cine mudo. 

## Biografía
Su verdadero nombre era Francis George Packer, y nació en Bristol, Inglaterra. En sus inicios fue actor teatral en Inglaterra, dedicándose al cine tras emigrar a los Estados Unidos. Su primer papel llegó con el film The Pursuit of the Phantom, en 1914. Al siguiente año actuó en Ghosts, cinta basada en una obra de Henrik Ibsen.
Nigel De Brulier encarnó al Cardenal Richelieu en cuatro películas: The Three Musketeers (1921), La máscara de hierro (1929), The Three Musketeers (1935) y The Man in the Iron Mask (1939). De Brulier también trabajó junto a Douglas Fairbanks en The Gaucho (1927), y fue uno de los escasos actores del cine mudo que alcanzó un éxito razonable con la llegada del cine sonoro, aunque sus papeles en ese período fueron de menor importancia. En 1941 fue el mago Shazam en el serial producido por Republic Pictures Adventures of Captain Marvel.
Nigel De Brulier falleció en Los Ángeles, California, en 1948. Sus restos fueron incinerados en el Cementerio Grand View Memorial Park & Crematory, en Glendale (California).

## Filmografía

### Década de 1910
- The Pursuit of the Phantom, de Hobart Bosworth  (1914)
- Hypocrites, de Lois Weber (1915)
- The Spanish Jade, de Wilfred Lucas (1915)
- Ghosts, de George Nichols y John Emerson (1915)
- The Dumb Girl of Portici, de Phillips Smalley y Lois Weber (1916)
- Ramona, de Donald Crisp (1916)
- Pasquale, de William Desmond Taylor (1916)
- Purity, de Rae Berger (1916)
- Intolerancia, de D. W. Griffith (1916)
- Joan the Woman, de Cecil B. DeMille (1916)
- The Voice on the Wire, de Stuart Paton (1917)
- The Bond Between, de Donald Crisp (1917)
- The Gray Ghost, de Stuart Paton (1917)
- Triumph, de Joseph De Grasse (1917)
- A Romany Rose, de Marshall Stedman (1917)
- A Prince for a Day, de Marshall Stedman (1917)
- The Mystery Ship, de Harry Harvey y Henry MacRae (1917)
- The Girl o' Dreams (1918)
- The Kaiser, the Beast of Berlin, de Rupert Julian (1918)
- The Lion's Claws, de Harry Harvey y Jacques Jaccard (1918)
- Me und Gott, de Wyndham Gittens (1918)
- Kultur, de Edward LeSaint (1918)
- The Romance of Tarzan, de Wilfred Lucas (1918)
- The Testing of Mildred Vane, de Wilfred Lucas (1918)
- The Boomerang, de Bertram Bracken (1919)
- Sahara, de Arthur Rosson (1919)
- The Mystery of 13, de Francis Ford (1919)
- The Hawk's Trail, de W. S. Van Dyke (1919)

### Década de 1920
- Flames of the Flesh, de Edward LeSaint (1920)
- The Virgin of Stamboul, de Tod Browning (1920)
- The Mother of His Children, de Edward LeSaint (1920)
- That Something, de Lawrence Underwood y Margery Wilson (1920)
- His Pajama Girl, de Donald Edwards (1920)
- The Dwelling Place of Light, de Jack Conway (1920)
- Los cuatro jinetes del Apocalipsis, de Rex Ingram (1921)
- Cold Steel, de Sherwood MacDonald (1921)
- Without Benefit of Clergy, de James Young (1921)
- The Three Musketeers, de Fred Niblo (1921)
- The Devil Within, de Bernard J. Durning (1921)
- Esposas frívolas, de Erich von Stroheim (1922)
- A Doll's House, de Charles Bryant (1922)
- Omar the Tentmaker, de James Young (1922)
- Salomè, de Charles Bryant (1923)
- Rupert of Hentzau, de Victor Heerman (1923)
- The Eleventh Hour, de Bernard J. Durning (1923)
- Nuestra Señora de París, de Wallace Worsley (1923)
- St. Elmo, de Jerome Storm (1923)
- Wild Oranges, de King Vidor (1924)
- Three Weeks, de Alan Crosland (1924)
- A Boy of Flanders, de Victor Schertzinger (1924)
- Mademoiselle Midnight, de Robert Z. Leonard (1924)
- A Regular Fellow, de A. Edward Sutherland (1925)
- The Ancient Mariner, de Chester Bennett y Henry Otto (1925)
- Ben-Hur, de Fred Niblo (1925)
- Yellow Fingers, de Emmett J. Flynn (1926)
- The Greater Glory, de Curt Rehfeld (1926)
- Don Juan, de Alan Crosland (1926)
- The Beloved Rogue, de Alan Crosland (1927)
- Alas, de William A. Wellman (1927)
- The Patent Leather Kid, de Alfred Santell (1927)
- Soft Cushions, de Edward F. Cline (1927)
- Surrender, de Edward Sloman (1927)
- My Best Girl, de Sam Taylor (1927)
- The Gaucho, de F. Richard Jones (1927)
- Frenzy (1928)
- Two Lovers, de Fred Niblo (1928)
- The Red Dance, de Raoul Walsh (1928)
- The Divine Sinner, de Scott Pembroke (1928)
- Loves of an Actress, de Rowland V. Lee (1928)
- Me, Gangster (1928)
- Noah's Ark (1928)
- La máscara de hierro (1929)
- Thru Different Eyes (1929)
- The Wheel of Life, de Victor Schertzinger (1929)

### Década de 1930
- The Green Goddess, de Alfred E. Green (1930)
- Redemption, de Fred Niblo y Lionel Barrymore (1930)
- Golden Dawn, de Ray Enright (1930)
- Moby Dick, de Lloyd Bacon (1930)
- Son of India (1931)
- Su gran sacrificio (1932)
- Devil's Lottery (1932)
- Miss Pinkerton (1932)
- Chandu the Magician, de William Cameron Menzies y Marcel Varnel (1932)
- Rasputín y la zarina, de Richard Boleslawski y Charles Brabin (1932)
- The Monkey's Paw, de Wesley Ruggles y Ernest B. Schoedsack (1933)
- Life in the Raw (1933)
- I'm No Angel (1933)
- The House of Rothschild (1934)
- Viva Villa!, de Jack Conway (1934)
- The Spectacle Maker (1934)
- Charlie Chan in Egypt, de Louis King (1935)
- The Three Musketeers, de Rowland V. Lee (1935)
- A Tale of Two Cities, de Jack Conway (1935)
- Robin Hood of El Dorado (1936)
- Half Angel (1936)
- Down to the Sea (1936)
- San Francisco, de W. S. Van Dyke (1936)
- Mary of Scotland, de John Ford (1936)
- The Garden of Allah, de Richard Boleslawski (1936)
- White Legion (1936)
- The Last Train from Madrid (1937)
- The Californian (1937)
- Zorro Rides Again, de John English y William Witney (1937)
- Joaquin Murrieta (1938)
- María Antonieta, de W. S. Van Dyke (1938)
- The Hound of the Baskervilles, de Sidney Lanfield (1939)
- Zenobia (1939)
- The Man in the Iron Mask (1939)
- Mutiny in the Big House (1939)
- Heaven with a Barbed Wire Fence (1939)
- Tower of London, de Rowland V. Lee (1939)
- The Mad Empress (1939)

### Década de 1940
- Viva Cisco Kid (1940)
- One Million B.C. (1940)
- Adventures of Captain Marvel (1941)
- For Beauty's Sake (1941)
- Wrecking Crew (1942)
- The Adventures of Smilin' Jack (1943)
- Tonight We Raid Calais (1943)